# Montsalier
Montsalier település Franciaországban, Alpes-de-Haute-Provence megyében. Lakosainak száma 167 fő (2022. január 1.). Montsalier Banon, Redortiers, Revest-du-Bion és Simiane-la-Rotonde községekkel határos.

## Népesség
A település népességének változása:
| Lakosok száma | 65   | 66   | 74   | 107  | 109  | 127  | 139  | 144  | 152  | 167  |
|               | 1968 | 1982 | 1990 | 2006 | 2013 | 2015 | 2017 | 2019 | 2020 | 2022 |